# No Fun at All
No Fun at All (muitas vezes abreviado para apenas NFAA) é uma banda de punk rock da Suécia, A banda foi formada no verão de 1991 na cidade de Skinnskatteberg. A banda inicialmente contava com Mikael Danielsson (guitarra), Henrik Sunvisson (baixo) and Jimmy Olsson (vocal e bateria). O nome foi inspirado por um cover feito pelos Sex Pistols da música No Fun dos Stooges e pelo nome da banda Sick Of It All.
A banda lançou seus álbuns pelo selo sueco Burning Heart Records e nos Estados Unidos inicialmente pela Theologian Records e depois pela Epitaph Records.
Em 1993, Jimmy Olsson deixou a banda para se concentrar na sua outra banda Sober. No Fun at All então recrutou três novos integrantes Ingemar Jansson (vocal), Krister Johansson (guitarra) and Kjell Ramstedt (bateria). Em 1999, Sunvisson deixou o No Fun at All. Danielsson trocou a guitarra pelo baixo e Stefan Neuman, from Tribulation, ficou com a guitarra solo. Em 11 de Novembro de 2001, depois de dez anos juntos e mais de 250 000 álbuns vendidos pelo mundo inteiro, No Fun at All decidiu encerrar as atividades.
Desde 2004, No Fun at All tem feito algumas turnes de reunião. No show de reunião de no festival de Groezrock, o No Fun at All anunciou o lançamento do novo disco para o outono de 2008. Em 19 de abril de 2012, no festival Millencolin, o show do No Fun At All foi cancelado devido ao desmembramento da banda. Entretanto, em maio de 2013 a banda voltou a atividade e excursionou na Austrália em novembro juntamente com Boysetsfire, Off with Their Heads and Jughead's Revenge.

## Integrantes

### Formação atual
- Kjell Ramstedt - bateria
- Christer Johansson - guitarra
- Stefan Neuman - baixo
- Ingemar Jansson - vocal
- Mikael Danielsson - guitarra

## Discografia

### Demonstrações
- Touchdown (1992)

### EP
- Vision (1993)
- In A Rhyme (1994)
- There Is A Reason To Believe In Miracles (1995, split)
- Stranded  (1995)
- And Now For Something Completely Different (1997)
- Throw It In (1997)
- Live In Tokyo (1999)

### Álbuns de estúdio
- No Straight Angles (1994)
- Out Of Bounds (1995)
- The Big Knockover (1997)
- Should Have Known (1997)
- State of Flow (2000)
- Low Rider (2008)
- GRIT (2018)

### Compilações
- EP's Going Steady (1998)
- Master Celebrations (2002)

### Compactos
- Second Best (2000)

### Promocionais
- NFAA (2000)